# Vesicularia vesicularis
Vesicularia vesicularis là một loài Rêu trong họ Hypnaceae. Loài này được (Schwägr.) Broth. miêu tả khoa học đầu tiên năm 1908.